# Elena Blasco
Elena Blasco Martínez (Madrid, 13 de noviembre de 1950) es una artista multidisciplinar española que combina fotografía, pintura e instalación. Con una visión subjetiva e irónica recrea objetos y soportes cotidianos para construir una identidad personal y única en sus obras, en algunos casos haciendo referencia a la violencia de género y a las injusticias sociales.

## Trayectoria
Se licenció en la Facultad de Bellas Artes de la Universidad Complutense de Madrid en 1974 optando por la pintura como especialidad. Se diplomó en Fotografía y Decoración por la Escuela de Artes Plásticas de Madrid.
Realizó su primera exposición en 1976, una década en la que convivían las experiencias conceptuales y las actitudes políticas, junto a la denominada ‘nueva figuración madrileña’ que reivindicaba un retorno a la pintura y a su potencialidad expresiva y conceptual.
En los 90 su obra empezó a ser apreciada y entró en colecciones y museos.

Su trayectoria artística concentra obras muy diversas donde se caracteriza el juego de colores y técnicas, combinando fotografía, pintura e instalación. No obstante, pese al ambiente desenfadado y vivo que se crea en torno a sus producciones, se denota el objetivo y el trasfondo de sus obras paradójicamente radical en cuanto a los significados que proyecta, cuestionando tópicos y prejuicios canónicos de la sociedad actual. Tratando en varias obras debates sobre género.
“A las mujeres no nos han hecho caso nunca, ni en arte ni en nada. Eso ya no existe, no va a poder ser más. A las mujeres de mi edad no nos va a dar tiempo a ver la igualdad real, se ha avanzado mucho pero nada para lo que necesitamos.”
En su exposición monográfica “Millones y abundantes razones” en 2012 en la Sala Alcalá 31 de la Comunidad de Madrid, comisariada por Alicia Murría, presentó cientos de obras que mostraron su reconocible y original imaginario.

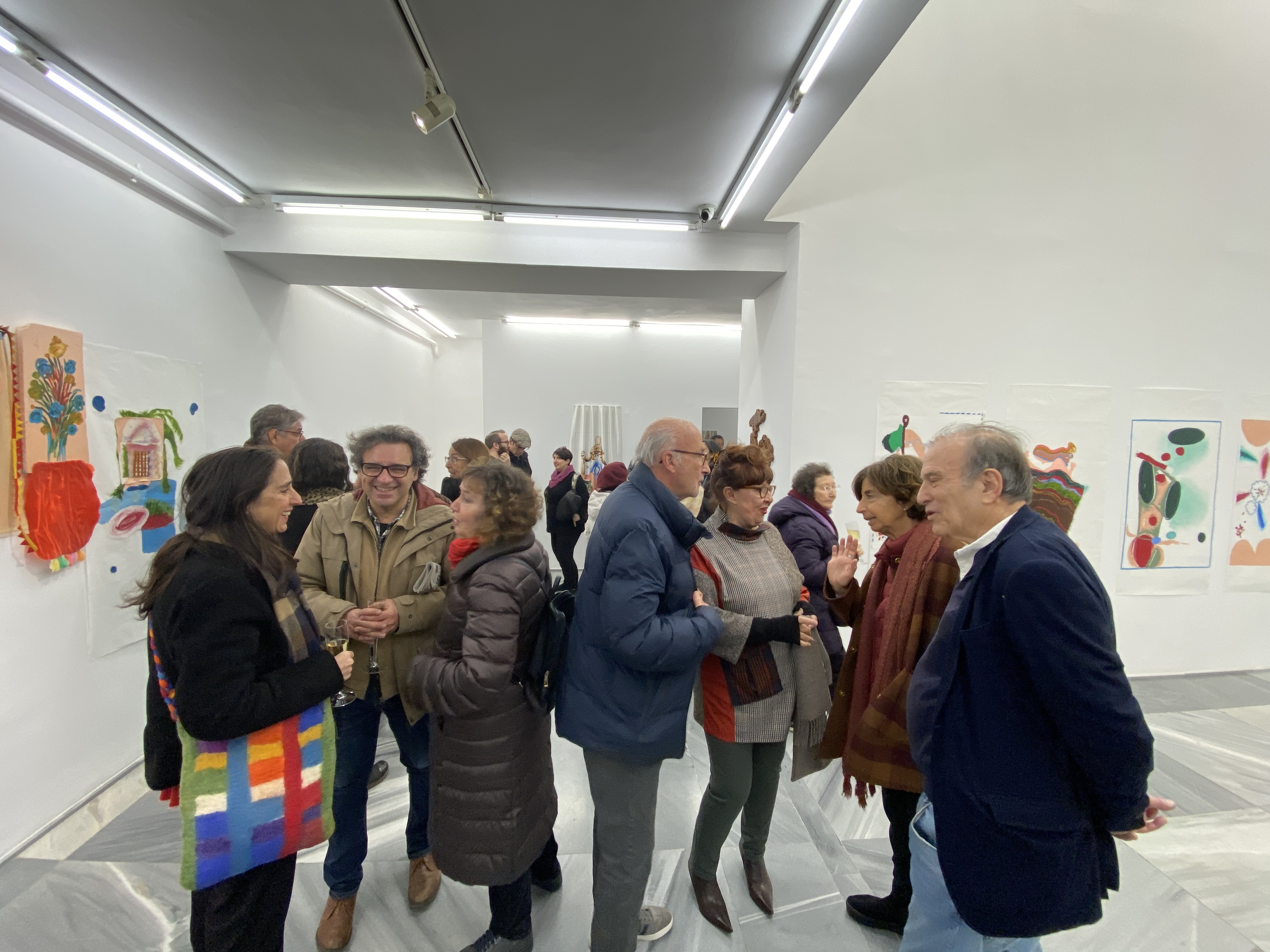
En la inauguración de su exposición en Madrid en enero de 2023

Desde el año 2002 es también profesora en la Escuela de Artes y Oficios de Madrid, y es socia de la Asociación de Mujeres en las Artes Visuales MAV.

## Textos
- "De cómo un solo pelo puede dar muchísimos datos. O de cómo hay que darle un poco de margen al artista".
- "Otras querían ser, sobre todo, azafatas..."
- "El kit del presente trae lupa".

## Exposiciones individuales
- 2023 "Teviasé unosapatito delala de mi sombrero" Galería Espaciominimo, Madrid
- 2016 "Por alegrías". Galería Alegría, Madrid[10]
- 2012 “Millones y abundantes razones”.[11] Sala Alcalá 31, Madrid.
- 2008 “Muchacha con idea clavo”. Centro cultural CC Bastero Kulturgunea, Guipúzcoa.
- 2007 “Muchacha con idea clavo”. Galería Fúcares, Madrid.
- 2004 “Como si no supiera nada de lo que sé que sé”. Galería Fúcares; Madrid. Galería Trinta; Santiago de Compostela - 2003 Galería Fúcares Almagro, Ciudad Real.
- 2002 “ytúúúuuuuqueteeeecreíííííiaselrey/adetoooodoelmuuuundoooooo”. Sala Alameda. Diputación Provincial de Málaga. Málaga.
- 2001 Espacio Caja Burgos, Burgos. - 2000 “...se puede, se puede... se podía”. Galería Fúcares, Madrid.
- 1998 “Sólo quiero no extrañar el cielo”. Galería Trinta. Santiago de Compostela. “Búfalos son Búfalos”. Galería Berini, Barcelona.
- 1997 “Búfalos son Búfalos”. Galería Angel Romero, Madrid.
- 1996 “¿Por qué disimuláis?, cualquiera reconoce una flecha”. Galería Siboney, Santander.
- 1995 Galería Vanguardia, Bilbao.
- 1994 “No os asustéis, ya estoy aquí yo”. Galería Angel Romero, Madrid; Galería Mácula, Alicante; Galería Berini, Barcelona.
- 1993 Galería Rafael Ortiz, Sevilla.
- 1992 Gemeentemuseum Arhem, Arhem (Países Bajos)
- 1991 “Al deseo lo meneo”. Galería Angel Romero, Madrid. *** “La desproporción”. Galería Estampa, Madrid. Galerie Snoëi, Róterdam (Holanda).Galería Berini, Barcelona. www.elenablasco.com 2
- 1989 Galería Angel Romero, Madrid. ***
- 1986 “Todo se me hace poco para ti”. Galería Angel Romero, Madrid.
- 1983 Ateneo de Málaga, Málaga. - 1982 “La evolución de las especies de cuadros”. Galería Montenegro, Madrid. - 1982 Galería Almuzara, Segovia.
- 1979 “En el estudio. Los americanos II”. Montaje al aire libre. Madrid.
- 1976 “En el estudio. Estandartes y collages I”. Montaje al aire libre, Madrid.